# Brevianthus flavus
Brevianthus flavus är en bladmossart som först beskrevs av Riclef Grolle, och fick sitt nu gällande namn av J.J.Engel et R.M.Schust.. Brevianthus flavus ingår i släktet Brevianthus och familjen Brevianthaceae. Inga underarter finns listade i Catalogue of Life.